# 刘居英
刘居英（1917年3月31日—2015年12月6日）。原名刘志诚，小名永安，男，吉林长春新立城人，中华人民共和国军事人物，中国人民解放军开国少将。曾任中国共产党第八次全国代表大会代表、第三届全国人大代表。

## 生平
出生在今长春市新立城镇，祖父是乡村郎中，父亲在奉军郭松龄手下当过连长，后来在长春市三马路开了一家酱菜店。1921年，父亲把全家搬到市区自强街居住。 刘居英和哥哥刘志贤 （后改名陆平，曾任北京大学校长） 都曾在自强街小学读书。1933年4月加入中国共产主义青年团。1934年，因为参加抗日活动，被抓进日本宪兵队，后来父亲托人被保释出来。在同学张文海的帮助下，从长春到北京，从此远离家乡。1935年8月考入北京大学化学系，入学时化学单科成绩为满分。1935年12月9日参加一二九运动学生游行，1936年2月由中国共产主义青年团转入中国共产党，曾任北京大学团支部书记。1936年8月任中共北方局的豫西特派员身份，改名“刘居英”，到河南开展党组织恢复和秘密组织武装迎接红军北上，10月组建中共豫西工作委员会。1937年1月调回北平，做宋哲元部（29军）地下党工作。1937年5月任中共东北特委组织委员。1937年7月到太原工作，周恩来接见刘居英等， 鼓励到华北去发动群众、组织队伍积极抗战。这是刘居英第一次见到周恩来。1937年10月到山东，在莱芜地区建立抗日武装，任莱芜县委书记。1937年12月，与徂莱山起义部队合编为山东抗日游击第四支队，刘居英任第四支队第一团政治委员。1938年9月调山东省委搞统战工作。1939年2月任中共中央山东分局社会部部长，1941年2月任山东省战时工作推行委员会公安处首任处长。1945年8月13日，中国共产党领导的山东省政府在莒南大店成立，刘居英任山东省政府秘书长兼山东省公安总局局长。
第二次国共内战时期，随万毅的东北挺进纵队渡海赴东北，发动群众、清剿土匪、建立根据地。1945年11月初，正在梅河口工作的刘居英被紧急召回东北局。东北局副书记陈云和刘居英谈话：“我党已经和莫斯科商定，苏联在长春军管，由我们选派一人当市长，经研究，你做过政府工作，又是长春本地人，决定派你去，今明天就走。”“委任你当市长，市长就是政府，首先要以政府名义来掩护我们党的工作，其二要利用合法政权保障苏联红军的供应。”陈云让刘居英到长春后找周保中（时任苏联红军长春卫戍副司令）和石磊（时任中共长春市委书记）。1945年11月8日任长春特别市市长（中共的首任长春市长）兼长春卫戍区司令部政治委员。1945年12月14日，当了一个多月市长的刘居英被迫率部撤离长春，带出的卫戍部队三个团编为吉林军区独立支队，后改称东北民主联军吉黑纵队，曹里怀任司令员， 刘居英任政治委员。1945年12月30日任吉林省政府首任秘书长。1946年12月任东北民主联军哈尔滨铁路局局长。1948年12月，任沈阳市军事管制委员会委员，接收南满铁路。1949年2月，任沈阳铁路局局长，东北铁路总局第一副局长。
中华人民共和国成立后，1950年5月任中国长春铁路局局长，1950年10月任东北军区运输司令部司令员。1951年8月入朝，刘居英任中朝联合铁道运输司令部（简称“联运司”）副司令员。1951年12月23日任新成立的中朝联合铁道运输司令部前方运输司令部（简称“前运司”）司令员兼政委，组织指挥志愿军铁道兵4个师另1个团、志愿军高炮部队3个师另6个团、入朝万余名东北铁路职工的抢修、抢运、高炮防空作战任务。1951年秋季正是美军对朝鲜半岛志愿军交通线的“空中绞杀战”高峰，又正值特大秋汛洪水叠加，刘居英指挥志愿军铁道兵抢修、保障铁路交通的工作得到时任中国人民志愿军代司令员、代政委的陈赓的肯定。抗美援朝停战后，1954年2月调任哈尔滨军事工程学院副院长。1961年陈赓去世后，刘居英接任哈尔滨军事工程学院院长。1966年4月1日哈尔滨军事工程学院集体转业归属地方，刘居英是院领导中唯一脱下军装没有调到其它部队的，担任哈尔滨工程学院院长兼党委书记。文化大革命开始后，1966年8月被撤销职务受到冲击迫害。1970年获释。1972年6月任中国人民解放军海军政治部主任。1978年5月任铁道兵副司令员。1982年，任引滦入津工程总指挥。1987年1月大军区副职待遇离职在北京休养。
2015年12月6日5时45分在北京301医院逝世，享年98岁。

## 荣誉
1955年，获授少将军衔。获得中华人民共和国二级独立自由勋章、一级解放勋章，朝鲜民主主义人民共和国一级国旗勋章、一级独立自由勋章，中国人民解放军一级红星功勋纪念章。

## 家人
- 夫人许良毓
- 三女儿：刘智